# Mikhaïl Beketov
Pour les articles homonymes, voir Beketov.
Mikhaïl Vassilievitch Beketov (en russe : Михаил Васильевич Бекетов) est un journaliste russe né le 10 janvier 1958 à Nadejda, dans le kraï de Stavropol, et mort le 8 avril 2013  à Khimki, dans l'oblast de Moscou.
Il se fait connaître notamment pour son travail de reportage sur le chantier de construction de l'autoroute Moscou-Saint-Pétersbourg, qui doit détruire la forêt de Khimki, et à propos duquel il dénonce des activités de corruption. Il est violemment agressé en novembre 2008, ce qui le laisse lourdement handicapé et entraîne son décès en 2013.